# 430TX
A 430TX egy Intel chipset.

## Tulajdonságai
- Felhasználható asztali és mobil PC-kben
- Használhatók a 66 Mhz-es külső órajellel működő processzorok
- PCI 2.1 kompatibilis
- Integrált adatút választó
- Integrált DRAM vezérlő
- 4MB-256MB memória
- 64MB-os DRAM/SDRAM támogatás
- Használható memóriatípusok:
  - EDO
  - FPRAM
  - SDRAM
- 6 RAS vonalas kiválasztás
- Frissítési módok:
  - RAS előtti CAS frissítés az EDO és az SDRAM-nál
  - Kiterjesztett frissítés az EDO és az SDRAM-nál
  - EDO RAM esetében képes a RAM saját magát önállóan frissíteni
- Integrált L2 cache vezérlő:
  - 64MB DRAM cache-elhető
  - 256K v. 512K cache memória Burst SRAM-okból
  - 64K*32 SRAM is használható
- Teljes, szinkron 30/33 Mhz PCI vezérlő:
  - 4 PCI sín master
  - A változó hosszúságú PCI ciklusokhoz egy változtatható hosszúságú időzítő
- Tápellenőrzés tulajdonsága:
  - Dinamikus órajel leállítás
  - Felfüggeszti a RAM működését
  - Felfüggeszti a lemezmeghajtók működését
  - Belső órajel vezérlés
  - SDRAM és EDO RAM frissítése önfrissítéssel történik meg a takarékos állapot alatt
- Teszt tulajdonság
- USB port használata
- 324 lábú MGA 430TX rendszervezérlő és adatút választó